# سیدنی گیلیات
سیدنی گیلیات (انگلیسی: Sidney Gilliat; ۱۵ فوریهٔ ۱۹۰۸ – ۳۱ مهٔ ۱۹۹۴) کارگردان فیلم، فیلم‌نامه‌نویس و تهیه‌کننده فیلم اهل انگلستان بود.

## فیلم‌شناسی
- Would You Believe It! (۱۹۲۹) (بازیگر)
- Red Pearls (1930) (نویسنده)
- You'd Be Surprised! (۱۹۳۰) (نویسنده)
- The Ringer (1931) (نویسنده)
- پایان خوش (۱۹۳۱) (نویسنده)
- تا سه نشه بازی نشه (۱۹۳۱) (نویسنده)
- A Gentleman of Paris (1931) (نویسنده)
- Rome Express (1932) (نویسنده)
- Facing the Music (1933) (نویسنده)
- قلبم ندا می‌دهد (۱۹۳۵) نویسنده
- The Man Who Changed His Mind (1936) (نویسنده)
- Twelve Good Men (1936)
- هفت گناهکار (۱۹۳۶) (نویسنده)
- Take My Tip (1937) (نویسنده)
- یک یانکی در آکسفورد (۱۹۳۸) (نویسنده)
- خانم ناپدید می‌شود (۱۹۳۸) (نویسنده)
- Strange Boarders (1938) (نویسنده)
- The Gaunt Stranger (1938) (نویسنده)
- Ask a Policeman (1938) (story)
- مهمانسرای جامائیکا (۱۹۳۹) (نویسنده)
- Night Train to Munich (1940) (نویسنده)
- They Came by Night (1940) (نویسنده)
- Mr. Proudfoot Shows a Light (1941) (نویسنده)
- آقای پیت جوان (۱۹۴۲) (نویسنده)
- Millions Like Us (1943) (کارگردان)
- Waterloo Road (1944) (کارگردان/نویسنده)
- Two Thousand Women (1944) (نویسنده)
- پیشرفت (۱۹۴۵) (کارگردان/تهیه‌کننده)
- I See a Dark Stranger (1946) (تهیه‌کننده)
- Green for Danger (1946) (کارگردان/تهیه‌کننده)
- لندن به من تعلق دارد (۱۹۴۸) (کارگردان/نویسنده)
- State Secret (1950) (کارگردان)
- The Story of Gilbert and Sullivan (1953) (کارگردان/تهیه‌کننده/نویسنده)
- ناقوس‌های سنت ترینیان (۱۹۵۴) (تهیه‌کننده)
- The Constant Husband (1955) (کارگردان/تهیه‌کننده/نویسنده)
- Geordie (1955) (تهیه‌کننده)
- Fortune Is a Woman (1956) (کارگردان)
- The Green Man (1956) (تهیه‌کننده)
- Blue Murder at St Trinian's (1957) (تهیه‌کننده)
- Left, Right and Centre (1959) (کارگردان)
- The Bridal Path (1959) (تهیه‌کننده)
- The Pure Hell of St Trinian's (1960) (تهیه‌کننده)
- Only Two Can Play (1962) (کارگردان/تهیه‌کننده)
- The Great St Trinian's Train Robbery (1966) (co-کارگردان/تهیه‌کننده)
- شب بی‌پایان (۱۹۷۲) (کارگردان/تهیه‌کننده)

## زندگی شخصی
گیلیات در سال ۱۹۳۳ با بریل بروئر ازدواج کرد. او دو فرزند داشت: جوآنا و کارولین گیلیات، و سه نوه.
سیدنی گیلیات در ۳۱ مه ۱۹۹۴ در سن ۸۶ سالگی در خانه اش در ویلتشایر انگلستان درگذشت. برادرش تهیه‌کننده لزلی گیلیات بود که با او کار کرد.